# متغیر میانجی (آمار)
متغیر میانجی (انگلیسی: Mediation)

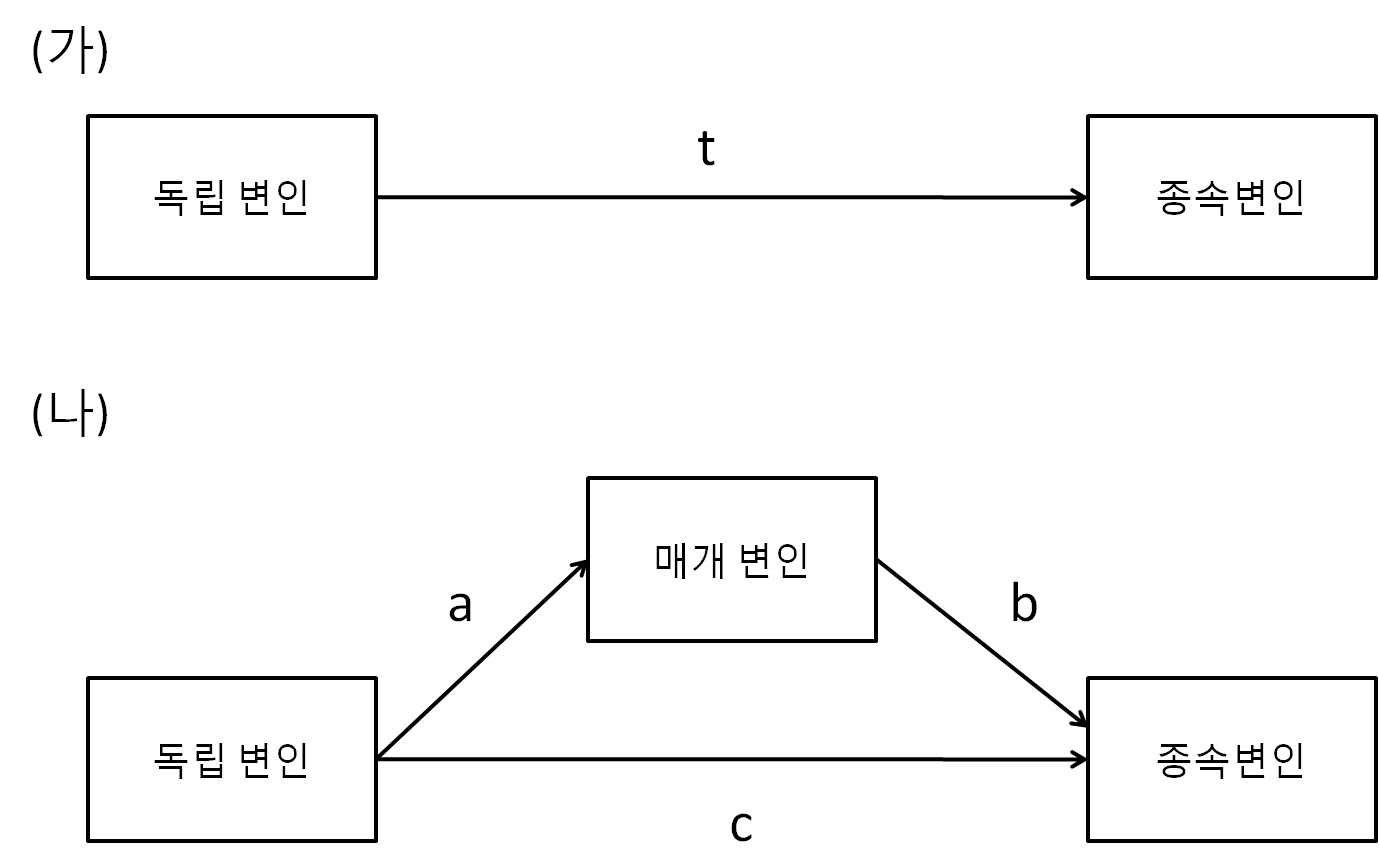
متغیر میانجی

یک مدل میانجیگری مدلی است که به دنبال شناسایی و توضیح ارتباط بین متغیر مستقل و متغیر وابسته با استفاده از یک متغیر فرضیه سوم شناخته شده به عنوان متغیر میانجی می‌باشد.